# Tsonga
Tsonga (Xitsonga in Tsonga) is een taal die behoort tot de Bantoetak van de Niger-Congotalen, die wordt gesproken door het Tsonga-volk, dat ook bekendstaat als de Shangaan. Het is een van de twaalf officiële talen van Zuid-Afrika, waar het de moedertaal is van 2.280.000 mensen (2013). In Mozambique wordt de taal door ongeveer 1.75 miljoen mensen gesproken en door nog eens 23.000 in Swaziland. Er zijn ook 7.200 sprekers in Zimbabwe.

## Tekstvoorbeeld
Onze Vader in Tsonga:
Tata wa hina la nge matilweni,
vito ra wena a ri hlawuleke;
a ku te ku fuma ka wena;
ku rhandza ka wena a ku endliwe misaveni,
tanihi loko ku endliwa tilweni.
U hi nyika namuntlha vuswa bya hina bya siku rin'wana ni rin'wana;
u hi rivalela swidyoho swa hina,
tanihi loko na hina hi rivalela lava hi dyohelaka;
u nga hi yisi emiringweni,
kambe u hi ponisa eka Lowo biha,
Amen.